# Йорк-Фекторі

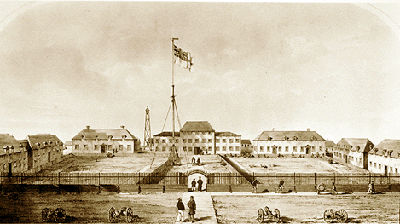
Йорк-Фекторі у році 1853

Йорк-Фекторі (англ. York Factory — «Факторія „Йорк“») — колишнє поселення та торговий пост на західному березі Гудзонової затоки на річці Гейс, віддалені на яких 200 км від найпівнічнішого містечка Черчилл у провінції Манітоба.

## Історія
Йорк-Фекторі побудовано в 1684, у часи коли контроль фортпостів по узбережжі Гудзонової затоки мінялася кількаразово між державами Францією та Англією. 
У роках 1697—1713 фортпост перебував під контролем Франції.  За угодами Утрехтського миру Йорк-Фекторі повернувся Компанії Гудзонової затоки.

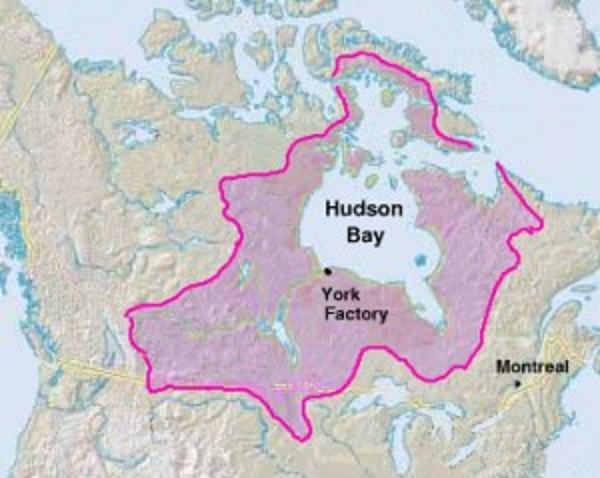
Територія Землі Руперта з адміністративним центром Йорк-Фекторі

У 1782 Французький адмірал Жан-Франсуа Лаперуз захопив фортпости Компанії Гудзонової затоки; Йорк-Фекторі згорів за Американської революції. Джосеф Колен відбудував цей форпост у 1785. 
Між роками 1810 і 1873 Йорк-Фекторі служив штаб-квартирою Компанії Гудзонової затоки — Північний Відділ і адміністративний центр Землі Руперта.  
Щорічна трансатлантична пересилка закінчилася в 1931.
Йорк-Фекторі проіснував як торговельний форпост поки Компанія Гудзонової затоки не закрила його у 1957.
З 1960 Йорк-Фекторі зберігається як канадська історично-археологічна пам'ятка.